# Georg von Tausch
Georg Tausch, seit 1817 Ritter von Tausch (* 1766 in Mannheim; † 7. November 1836 in München) war ein bayerischer Generalleutnant und Chef des Kadettenkorps.

## Leben
Tausch war bürgerlicher Herkunft. Er trat am 6. Januar 1783 als Gemeiner in die pfalz-bayerische Armee ein, wo man ihn, wegen seines besonderen Interesses an der Mathematik, im Artillerie-Korps verwandte.
Im Korps des Grafen Friedrich Wilhelm zu Isenburg und Büdingen nahm Tausch 1790 in Straßburg an Kämpfen gegen Aufständische teil, im gleichen Jahr auch an der Reichsexekution zur Niederwerfung der sogenannten Lütticher Revolution.
Nach Mannheim zurückgekehrt avancierte er zum Leutnant und befehligte am 23. Dezember 1794 die Artillerie, bei der Verteidigung der linksrheinischen Rheinschanze gegen die Franzosen. An den Kämpfen um Mannheim 1795 nahm er ebenfalls teil. 1799 folgte er Kurfürst Max IV. Joseph nach München und errichtete zur Verbesserung der militärtechnischen Kenntnisse ein Artillerie-Laboratorium. 1800 erhielt Tausch die Beförderung zum Hauptmann und sollte die neu zu errichtende Kriegs-Artillerie-Schule leiten. Bevor es dazu kam, rückte er mit der Münchner Artillerie, unter Freiherr Karl Theodor von Hallberg-Broich in die Oberpfalz ab, zur Armeegruppe des Herzogs Wilhelm in Bayern. Hallberg als Artilleriekommandeur ernannte ihn zu seinem Adjutanten, später befehligte er den Artilleriepark der Armeegruppe in Amberg. Nach dem Friedensschluss mit Frankreich kehrte Tausch 1801 nach München zurück. Er galt inzwischen als anerkannter Spezialist der Artilleriekunde. 1802 übertrug man ihm die Professur der Geniewissenschaft an der adeligen Erziehungsanstalt Pagerie, in welchem Amt er bis 1815 blieb.
1805 wurde zudem das Bayerische Kadettenkorps wiederbelebt und Tausch erarbeitete für dessen Kommandanten, General Reinhard von Werneck, den Lehrplan des Instituts. Er wurde dafür zum Major befördert und unterstützte Werneck fortan in der Führung des Korps. 1808 avancierte er zum Oberstleutnant, 1809 ernannte ihn der König zum Privatlehrer der Mathematik und Kriegswissenschaften seines jüngsten Sohnes, Prinz Karl von Bayern. Tausch erhielt 1812 den Rang eines Obersts und 1817 das Ritterkreuz des Verdienstordens der Bayerischen Krone. Damit verbunden war die Erhebung in den persönlichen Adelsstand und er durfte sich nach der Eintragung in die Adelsmatrikel „Ritter von Tausch“ nennen.
Im gleichen Jahr trat General Werneck in den Ruhestand und Tausch übernahm als Kommandeur das Kadettenkorps, 1822 wurde er Generalmajor, am 22. Januar 1823 erfolgte die Erhebung in den erblichen Adelsstand, 1833 zum Generalleutnant. Da an der Kadettenanstalt ab 1826 auch griechische Zöglinge betreut wurden, verlieh man Tausch das Ritterkreuz des Erlöser-Ordens. Ebenso war er Träger des Ludwigskreuzes.
1836 erlitt Tausch einen Schlaganfall. Bereits kränklich starb er im Winter des gleichen Jahres an der Cholera. Seit 1787 war er verheiratet mit Friederike Bissing, nach deren Tode er sich 1828 mit Charlotte von Lajolais vermählte. Aus der ersten Ehe waren Söhne und Töchter vorhanden. Die Tochter Karoline (1802–1878) heiratete den Generalmajor Joseph von Xylander (1794–1854).